# Nikola De Marchi
Nikola De Marchi (Nikola Demarchi), nekadašnji Hajdukov igrač iz 1910-tih godina. U momčadi je 1912. i 1913. godine a odigrao je ukupno 11 prijateljskih utakmica (službenih do osnivanja splitskog nogometnog podsaveza nije bilo). Nije imao postignutih zgoditaka.
Statistika u Hajduku
| Natjecanje        | Nastupi | Zgoditci |
| ----------------- | ------- | -------- |
| Prvenstvo         | 0       | 0        |
| Kup               | 0       | 0        |
| Superkup          | 0       | 0        |
| Međunarodne       | 0       | 0        |
| Splitski podsavez | 0       | 0        |
| Ukupno            | 0       | 0        |
| Prijateljske      | 11      | 0        |
| Sveukupno         | 11      | 0        |